# Жонзак (кантон)
Жонзак (фр. Jonzac) — кантон во Франции, находится в регионе Пуату — Шаранта. Департамент кантона — Шаранта Приморская. Входит в состав округа Жонзак. Население кантона на 2006 год составляло 10 226 человек.
Код INSEE кантона — 1711. Всего в кантон Жонзак входят 20 коммун, из них главной коммуной является Жонзак.

## Коммуны кантона
- Агюдель: население — 114 чел.
- Шампаньяк: население — 507 чел.
- Шонак: население — 75 чел.
- Фонтен-д’Озийак: население — 460 чел.
- Гитиньер: население — 400 чел.
- Жонзак: население — 3554 чел.
- Леовиль: население — 308 чел.
- Люссак: население — 48 чел.
- Мё: население — 291 чел.
- Муэнг: население — 174 чел.
- Мортье (Шаранта Приморская): население — 189 чел.
- Озийак: население — 676 чел.
- Рео (Шаранта Приморская): население — 451 чел.
- Сен-Жермен-де-Люзиньян: население — 1194 чел.
- Сен-Марсьяль-де-Витатерн: население — 446 чел.
- Сен-Морис-де-Таверноль: население — 134 чел.
- Сен-Медар: население — 85 чел.
- Сен-Симон-де-Борд: население — 658 чел.
- Вибрак: население — 163 чел.
- Вильксавье: население — 299 чел.